# Liste der Biografien/Zij
Liste der Biografien |
Portal Biografien |
Personensuche
# |
A |
B |
C |
D |
E |
F |
G |
H |
I |
J |
K |
L |
M |
N |
O |
P |
Q |
R |
S |
T |
U |
V |
W |
X |
Y |
Z |
?
 
Za |
Zb |
Zc |
Zd |
Ze |
Zf |
Zg |
Zh |
Zi |
Zj |
Zk |
Zl |
Zm |
Zn |
Zo |
Zr |
Zs |
Zu |
Zv |
Zw |
Zy |
Zz
 
Zia |
Zib |
Zic |
Zid |
Zie |
Zif |
Zig |
Zih |
Zij |
Zik |
Zil |
Zim |
Zin |
Zio |
Zip |
Zir |
Zis |
Zit |
Ziu |
Ziv |
Ziw |
Zix |
Ziy |
Ziz
Die Liste der Biografien führt alle Personen auf, die in der deutschsprachigen Wikipedia einen Artikel haben. Dieses ist eine Teilliste mit 20 Einträgen von Personen, deren Namen mit den Buchstaben „Zij“ beginnt.

## Zij

### Zijd
- Zijden, Mark van der (* 1973), niederländischer Schwimmer
- Zijderveld, Anton C. (1937–2022), niederländischer Soziologe

### Zijl
- Zijl, Ebenezer Van (1931–2009), namibischer Politiker und Rechtsanwalt
- Zijl, Lambertus (1866–1947), niederländischer Bildhauer
- Zijl, Tessa van (* 1996), niederländische Handballspielerin
- Zijlaard, Joop (* 1943), niederländischer Schrittmacher
- Zijlaard, Maikel (* 1999), niederländischer Radsportler
- Zijlaard, Michael (* 1971), niederländischer Radrennfahrer und Radsportfunktionär
- Zijlaard-van Moorsel, Leontien (* 1970), niederländische Radrennfahrerin und OlympiasiegerinLeontien Zijlaard-van Moorsel (* 1970)

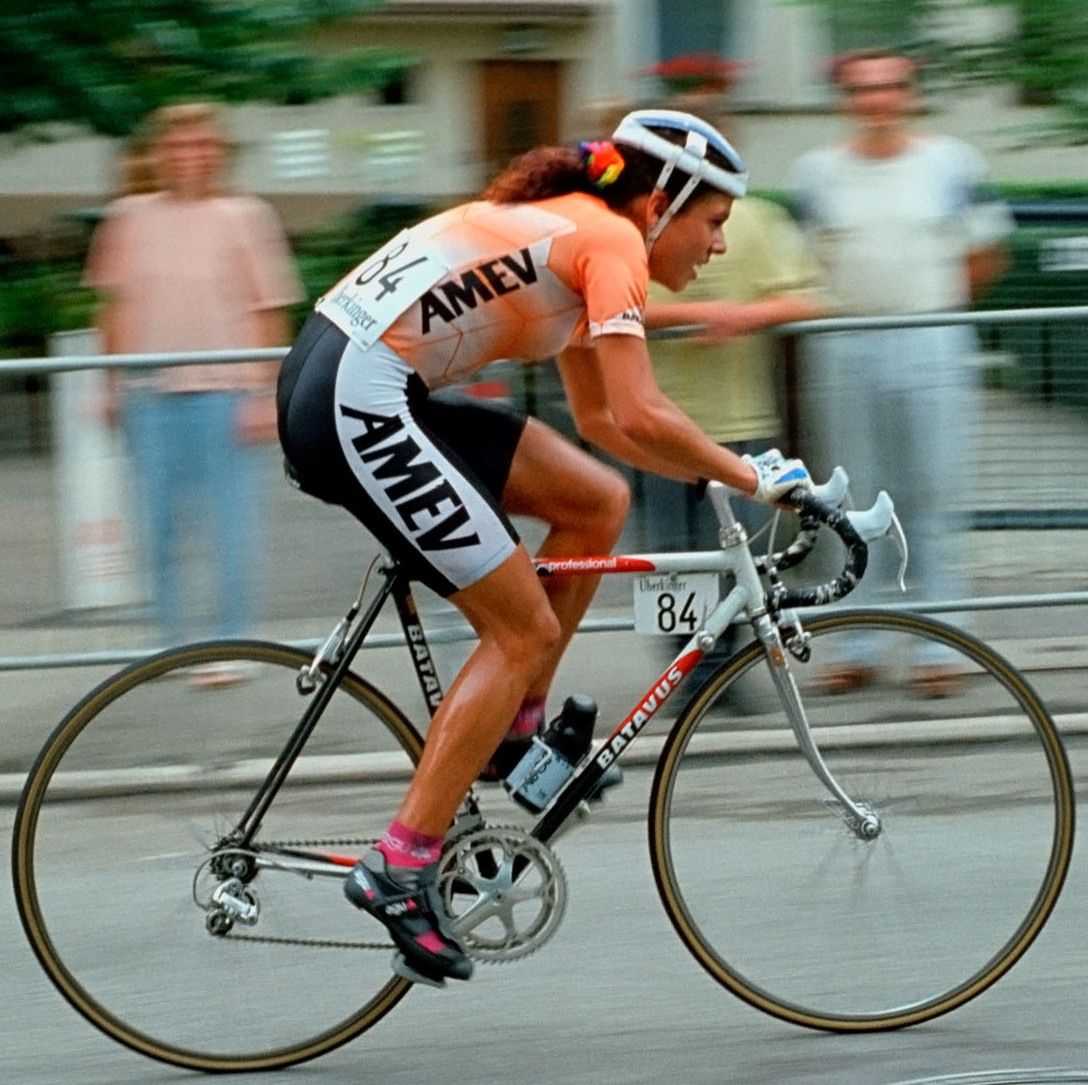
Leontien Zijlaard-van Moorsel (* 1970)

- Zijlmans, Manon (* 1998), niederländische Handballspielerin
- Zijlstra, Anca (* 1973), niederländische Dartspielerin
- Zijlstra, Auke (* 1964), niederländischer Politiker (PVV), MdEP
- Zijlstra, Carla (* 1969), niederländische Eisschnellläuferin
- Zijlstra, Halbe (* 1969), niederländischer Politiker (VVD)
- Zijlstra, Jelle (1918–2001), niederländischer Wirtschaftswissenschaftler und Politiker (ARP, Ministerpräsident 1966–1967)
- Zijlstra, Sipke (* 1985), niederländischer Bahn- und Straßenradrennfahrer

### Zijp
- Zijp, Coenraad van (* 1879), niederländischer Botaniker
- Zijpp, Nanne van der (1900–1965), friesischer Theologe und Kirchenhistoriker

### Zijt
- Zijtsema, Coenraad (1702–1788), Leinereeder und Schiffsreeder
- Zijtveld, Reinette van (1961–2021), niederländische Jazzsängerin